# Fuhlaubach
Der Fuhlaubach ist ein 3,4 km langer Bach in den Gemeinden Otter und Welle im Landkreis Harburg in Niedersachsen, der von links und Südwesten in die Este mündet.

## Verlauf
Der Fuhlaubach entspringt in einem Wiesengebiet nördlich von Ottermoor und verläuft erkennbar begradigt als Wiesengraben westlich noch im Weichbild des Ortes Welle vorbei. Direkt vor der Unterquerung der L 141 mündet von Links der Kampener Bach in den Fuhlaubach. Nach der Unterquerung der L 141 mündet der weiterhin erkennbar begradigte Fuhlaubach nach einigen hundert Metern von links und Südwesten in die Este.

## Zustand
Der Fuhlaubach ist im gesamten Verlauf kritisch belastet (Güteklasse II-III).

## Befahrungsregeln
Wegen intensiver Nutzung der Este durch Freizeitsport und Kanuverleiher erließ der Landkreis Harburg 2002 eine Verordnung unter anderem für die Este, ihre Nebengewässer und der zugehörigen Uferbereiche, die den Lebensraum von Pflanzen und Tieren schützen soll. Seitdem ist das Befahren und Betreten des Fuhlaubachs ganzjährig verboten.